# Молиједијева формула
 Молиједијева формула у Тригонометрији се некада, у старијим текстовима, односила на Молиједијеве једначине, названим по Карлу Молвеиду. То је скуп од две везе између страница и углова у троуглу, који може бити коришћен да се провере решења троугла.
{\displaystyle {\frac {a+b}{c}}={\frac {\cos \left({\frac {\alpha -\beta }{2}}\right)}{\sin \left({\frac {\gamma }{2}}\right)}}}
и
{\displaystyle {\frac {a-b}{c}}={\frac {\sin \left({\frac {\alpha -\beta }{2}}\right)}{\cos \left({\frac {\gamma }{2}}\right)}}.}
Нека да a, b, и c буду дужине од три странице од троугла. Нека алфа, бета и гама буду вредности наспрамних углова ових страница.

### Синусна теорема
{\displaystyle {\frac {a}{\sin A}}\,=\,{\frac {b}{\sin B}}\,=\,{\frac {c}{\sin C}}\,=\,D\!}
{\displaystyle {\frac {\sin A}{a}}\,=\,{\frac {\sin B}{b}}\,=\,{\frac {\sin C}{c}}\!}
где су А, B, C углови наспрам страница a, b, c троугла ABC, односно, то је следећа формула која се користи у сферној тригонометрији за решавање сферног троугла.
Закон синуса може да се користи за рачунање преостале стране троугла када су познати-два угла и стране. Међутим израчунавање може довести у нумеричком грешку ако је угао близу 90 степени.
Закон синуса се најчешће примењује кад треба да се пронађе дужина и углова у троуглу опште, ту је и закон косинусна теорема.

### Косинусна теорема
Косинусна теорема је формула која се користи за решавање троугла у тригонометрији у равни.